# El segundo libro de Lisuarte de Grecia
El segundo libro de Lisuarte de Grecia es un libro de caballerías italiano, obra de Mambrino Roseo. Fue impresa por primera vez en Venecia en 1564 por Michele Tramezzino. Es una continuación de la obra española Lisuarte de Grecia de Feliciano de Silva, sétimo libro del ciclo de Amadís de Gaula.

Su título original es Il secondo libro di Lisuarte di Grecia, chiamato Aggivnta, nouamente ritrovata. Comprende 163 capítulos, que relatan nuevas aventuras de Lisuarte de Grecia, su tío Perión de Gaula  y otros caballeros. La acción de la obra se intercala entre la del Lisuarte de Silva y la del Amadís de Grecia del mismo Silva, noveno libro del ciclo amadisiano español.

## Argumento
Lisuarte de Grecia y su tío Perión de Gaula, liberados temporalmente del encantamiento en que los había puesto la sabia Zirfea, reina de Argenes, se embarcan hacia nuevas aventuras. Perión libera a Lidistora, hija de la duquesa de Giniprio, raptada por el gigante Badalarco. Lisuarte, por su parte, derrota a unos dragones en el reino de Orán y encuentra a Lucidiana, heredera de ese reino y de Siponto (Manfredonia), antigua amante de Florestán, medio hermano de Amadís de Gaula, del cual ha tenido un hijo llamado Flordauro. Va después a China, donde arma caballeros a Flordauro y a Saladino, príncipe de China; Flordauro protagoniza varias aventuras yendo en demanda de Ardelia, otra antigua amante de su padre. Lisuarte se dirige al Japón, pero durante el viaje encuentra a la reina de Albumoro, a la cual decide ayudar a encontrar a su marido, desaparecido durante una cacería. Posteriormente, Lisuarte llega al Japón, la hija de cuyo rey se enamora de él. La parte final del libro narra una cruenta guerra entre el reino de Orán y Siponto, apoyado por los caballeros cristianos, y el reino de Facea, cuyo monarca es auxiliado por un espantoso caballero llamado el Gran Selvagio. Durante el conflicto, el rey Claristoro de Montelibeo, hasta entonces aliado del rey de Facea, se enamora de la reina Lucidiana, se bautiza y se casa con ella. El conflicto concluye cuando, en combate singular Flordauro da muerte al rey de Facea y Lisuarte al Gran Selvagio. La acción de la obra termina poco después, cuando aparece la doncella Alquifa y conduce nuevamente a Lisuarte y Perión al encantamiento de Zirfea, quien permanece ignorante de todo lo sucedido.

## Ediciones
El segundo libro de Lisuarte alcanzó una popularidad considerable, ya que fue reimpreso en Venecia  en 1586, 1599, 1610 y 1630.